# Puerto Wilches
Puerto Wilches – miasto w Kolumbii, w departamencie Santander.